# مجموعة روتانا
مجموعة روتانا (بالإنجليزية: Rotana Group) هي شركة ترفيه مملوكة بالكامل إلى الأمير السعودي الوليد بن طلال آل سعود
تضم المجموعة شركة إنتاج أفلام (استوديوهات روتانا)، ومحطات تلفزيونية مجانية (قنوات روتانا)، وقنوات موسيقية (راديو روتانا) ، وشركة تسجيل (مجموعة روتانا للموسيقى)، وغيرها من الأعمال التجارية.

## قنوات روتانا التلفزيونية والفضائية
في سنة 2003، أطلقت روتانا شبكة قنواتها التلفزيونية التي تضمّ خمس قنوات فضائية مجانية هي: روتانا موسيقى، روتانا كليب، روتانا طرب، روتانا أغاني، روتانا خليجية هذه القنوات مخصّصة للأغاني العربية الحديثة، الأغاني الكلاسيكية والطربية، والموسيقى الخليجية، وفي سنة 2009 تم تقليص القنوات الموسيقية إلى قناتين روتانا موسيقى وروتانا كليب بالإضافة إلى بث قناة روتانا زمان أغاني قديمة.
روتانا سينما وروتانا زمان وهي قنوات فضائية غير مشفّرة وتعتبر من القنوات العربية المتخصصة في الأفلام السينمائية والأفلام الكلاسيكية العربية القديمة.
في 21 مايو 2011 تم افتتاح قناة روتانا مصرية، وفي 2012 تم افتتاح قناة روتانا أفلام، روتانا كلاسيك وفي 2017 انطلق بث قناة روتانا دراما المختصة في عرض المسلسلات العربية (المصرية والسورية واللبنانية والخليجية) والمسلسلات التركية وفي
2020 انطلق بث قناة روتانا كيدز المختصة في عرض المسلسلات والأفلام والبرامج العربية للأطفال.
في تاريخ 20 أبريل انطلق بث قناة روتانا كوميدي، وأعمال كلها منتقاة بعناية من مكتبة روتانا
أفضل المسلسلات الكوميدية وأفلام الكوميدي من الدرجة الأولى، إضافة إلى أجمل المسرحيات الكوميدية.[بحاجة لمصدر]

## مكتبة للأفلام والإنتاج السينمائي
تملك روتانا مكتبة أفلام عربية تحتوي على أكثر من 2000 فيلم سينمائي من أفلام الزمن القديم إلى أحدث الأفلام السينمائية، وبذلك تكون روتانا تمتلك أضخم مكتبة أفلام عربية في العالم، أي ما يفوق %60 من حصة السوق. ومؤخراً، وقّعت روتانا عقداً مع شركة Linux Based Digital Solution كي تضمن أفضل نوعية في حفظ الأفلام رقمياً.

## إذاعة روتانا
شبكة الإذاعة: تملك روتانا أربع اذاعات  حالياً وهي:
| اسم الاذاعة           | الدولة   | التردد                              | استماع                           |
| --------------------- | -------- | ----------------------------------- | -------------------------------- |
| راديو روتانا السعودية | السعودية | الرياض 88.0 fm جدة والدمام 100.0 fm | http://ar.rotana.net/radio/index |
| روتانا دلتا           | لبنان    | 102.0 FM                            | http://www.radiorotanadelta.com/ |
| راديو روتانا الأردن   | الأردن   | 99.9 FM 90.5 FM                     | http://rotanaradio.jo/           |
| روتانا ستايل          | سوريا    | 105.0FM                             | http://rotanastyle.com/rotana/   |

## مجلة روتانا
تصدر مجموعة روتانا مجلة أسبوعية باللغة العربية باسم «روتانا» وتم تغيير الاسم مؤخرا إلى «مجلة روتانا». وتحتوي المجلة على آخر الأنباء والتقارير الفنية والغنائية في العالم العربي.

## روتانا للخدمات الإعلامية
روتانا للخدمات الإعلامية (بالإنجليزية: Rotana Media Services - RMS) وتقدم الشركة الخدمات الإعلامية لقنوات روتانا التلفزيونية، ومحطات روتانا الإذاعية، مجلة روتانا وغيرها، وللشركة مكاتب تمثيل في كل من الرياض، جدة، بيروت، دبي، القاهرة، دمشق، تونس، الجزائر، المغرب، فرنسا (لكل أوروبا) واليابان.

## روتانا أوتدور
روتانا أوتدور (بالإنجليزية: RMS Outdoor) تعنى بالإعلانات الخارجية

## استوديوهات روتانا
استوديوهات روتانا (بالإنجليزية: Rotana Studios) هي شركة تعنى بإنتاج عدد من الأفلام خلال السنة لعرضها جماهيريا في صالات السينما، أو عرضها على إحدى قنوات روتانا التلفزيونية.

## مقاهي روتانا
مقاهي روتانا (بالإنجليزية: Rotana Café) تقدّم مجموعة مقاهي تحمل اسم روتانا.

## معرض الصور

شعار شركة روتانا 1982-1996
شعار شركة روتانا 1997-2001
شعار شركة روتانا 2002-2003

## وصلات خارجية
- مجموعة روتانا على موقع Google Play (الإنجليزية)